# Василевка (Великомихайловский район)
Василевка (укр. Василівка) — село, относится к Великомихайловскому району Одесской области Украины.
Население по переписи 2001 года составляло 177 человек. Почтовый индекс — 67113. Телефонный код — 8-04859. Код КОАТУУ — 5121685402.

## Местный совет
67110, Одесская обл., Великомихайловский р-н, с. Стояново, ул. Молодёжная, 2